# Cryptocoda gerlachi
Cryptocoda gerlachi is een soort in de taxonomische indeling van de ribkwallen (Ctenophora). 
De kwal behoort tot het geslacht Cryptocoda en behoort tot de familie Cryptocodidae. De wetenschappelijke naam van de soort werd voor het eerst geldig gepubliceerd in 1938 door Leloup.